# زمرة خارج القسمة
لكل زمرة {\displaystyle G\!} وزمرة جزئية طبيعية {\displaystyle N\!} من {\displaystyle G\!}، زمرة خارج القسمة (بالإنجليزية: Quotient group أو Factor group)‏ لـ{\displaystyle N\!} من {\displaystyle G\!} (وتُكتب {\displaystyle G\!/N\!}) هي مجموعة من المجموعات المشاركة لـ{\displaystyle N\!} من {\displaystyle G\!}. تُكتب عناصر {\displaystyle G\!/N\!} هكذا: {\displaystyle N\!a}، وتشكل هذه العناصر زمرة تحت العملية الطبيعية على الزمرة {\displaystyle N\!} على المعامل {\displaystyle a}، وبالتالي:
{\displaystyle (N\!a)(N\!b)=N\!ab}
ولأن جميع عناصر {\displaystyle G\!} تظهر في مجموعة مشاركة واحدة فقط للزمرة الجزئية الطبيعية {\displaystyle N\!}، يكون:
{\displaystyle |G\!|=|G\!/N\!||N\!|}
حيث {\displaystyle |G\!|} تدل على رتبة الزمرة. ويُستنتج هذا من مبرهنة لاغرانج عند {\displaystyle H\!=G\!} و {\displaystyle K\!=N\!}.